# نور الدين تبرحة
نور الدين تبرحة هو فنان تشكيلي جزائري من مواليد 1967 في ولاية بسكرة

## سيرته
هو من عائلة من جنوب جبال الأوراس

## معارض
شارك نور الدين تبرحة في كثير من المعارض في وطن وفي المغرب

## مرجع
- «قاموس الفنانيـن الجزائرييـن» 1917 -2006م، للكاتب عبروس منصور ، دار النشر L'Harmattan

## وصلات خارجية
- الجزائر ضمن الطبعة الثامنة من 9 إلى 30 أفريل المقبل: نور الدين تبرحة وجهيدة هوادف في مهرجان فاس التشكيلي
- الفنان التشكيلي نور الدين تابرحة للنصر